# Lee O-young
Lee O-young (Chungcheong del Sur, 15 de enero de 1934 - 26 de febrero de 2022) fue un novelista y crítico literario surcoreano.

## Biografía
Nació el 15 de enero de 1934 en Asan, provincia de Chungcheong del Sur, Corea del Sur. Fue a la escuela de bachillerato Buyeo y después se graduó y obtuvo un máster en Literatura coreana por la Universidad Nacional de Seúl. Enseñó en la Universidad de Mujeres Ewha, donde llegó a ser profesor emérito, y en la Universidad Dankook. También fue editor jefe de la revista Pensamiento literario (Munhak sasang) y ministro de cultura de Corea.

## Obra
Fue una de las figuras prominentes de la generación de críticos coreanos de posguerra. Sentó su huella con su primera obra de crítica literaria Sobre Yi Sang (Lee Sang non, 1955). Causó conmoción en los círculos literarios con su siguiente ensayo "Destrucción de un ídolo" (Usang eui pagoe), publicado en el periódico Hankook Ilbo en 1956. En un momento en el que la guerra parecía haber acabado con la imaginación literaria, defendió la expansión y el enriquecimiento de la literatura coreana en artículos de una considerable sofisticación retórica e ímpetu, que se reunieron en el volumen Un tratado sobre la metáfora.

## Obras literarias

### Obras en coreano (lista parcial)
Recopilaciones de críticas
- Literatura de resistencia (Jeohang eui munhak, 1959)
- La nueva corriente de literatura de posguerra (Jeonhu munhag eui saemulgyeol)
- La literatura en la época del toque de queda (Tonggeum sidae eui munhak)

Ficción
- "La barba del general" (Janggun eui suyeom)
- "El asesino" (Amsalja)
- "Decamerón de tiempos de guerra" (Jeonjaeng Dekameron)
- "Las piernas del fantasma" (Hwangag eui dari)

Ensayos
- En esta tierra y en ese viento: Esto es Corea (Heuk soge jeo baram soge, 1963)

## Premios
Ha ganado una gran número de premios en Corea.
- 2011	20º Premio Cultural Sochung Saseon, Premio especial (제20회 소충 사선문화상 특별상)
- 2011	24º Premio Cultural Cristiano, premio especial de literatura (제24회 기독교문화대상 시상식 문학 특상)
- 2009	Premio de Cultura y Arte del Pueblo Coreano, categoría de literatura (제2회 한민족문화예술대상 문학부문상)
- 2009	Premio Internacional Masaoka Shiki (마사오카 시키 국제 하이쿠상)
- 2007	2º Premio Máscara de Respeto (제2회 마크 오브 리스펙트상)
- 2003	48.º Premio del Consejo Coreano para las Arte (제48회 대한민국 예술원상, 문학부문)
- 2001	Premio Cultural de Seúl (서울시문화상, 문학부문)
- 1996	24º Premio de Fondo de Intercambio Internacional de Japón (제24회 일본 국제교류기금 대상)
- 1992	Premio de Cultura y Diseño de Japón (일본 디자인문화상)
- 1979	Premio de la Cultura y el Arte de Corea (대한민국 문화예술상)